# Carea pinkeri
Carea pinkeri är en fjärilsart som beskrevs av Kobes 1988. Carea pinkeri ingår i släktet Carea och familjen trågspinnare. Inga underarter finns listade i Catalogue of Life.